# Plateau de la Danse

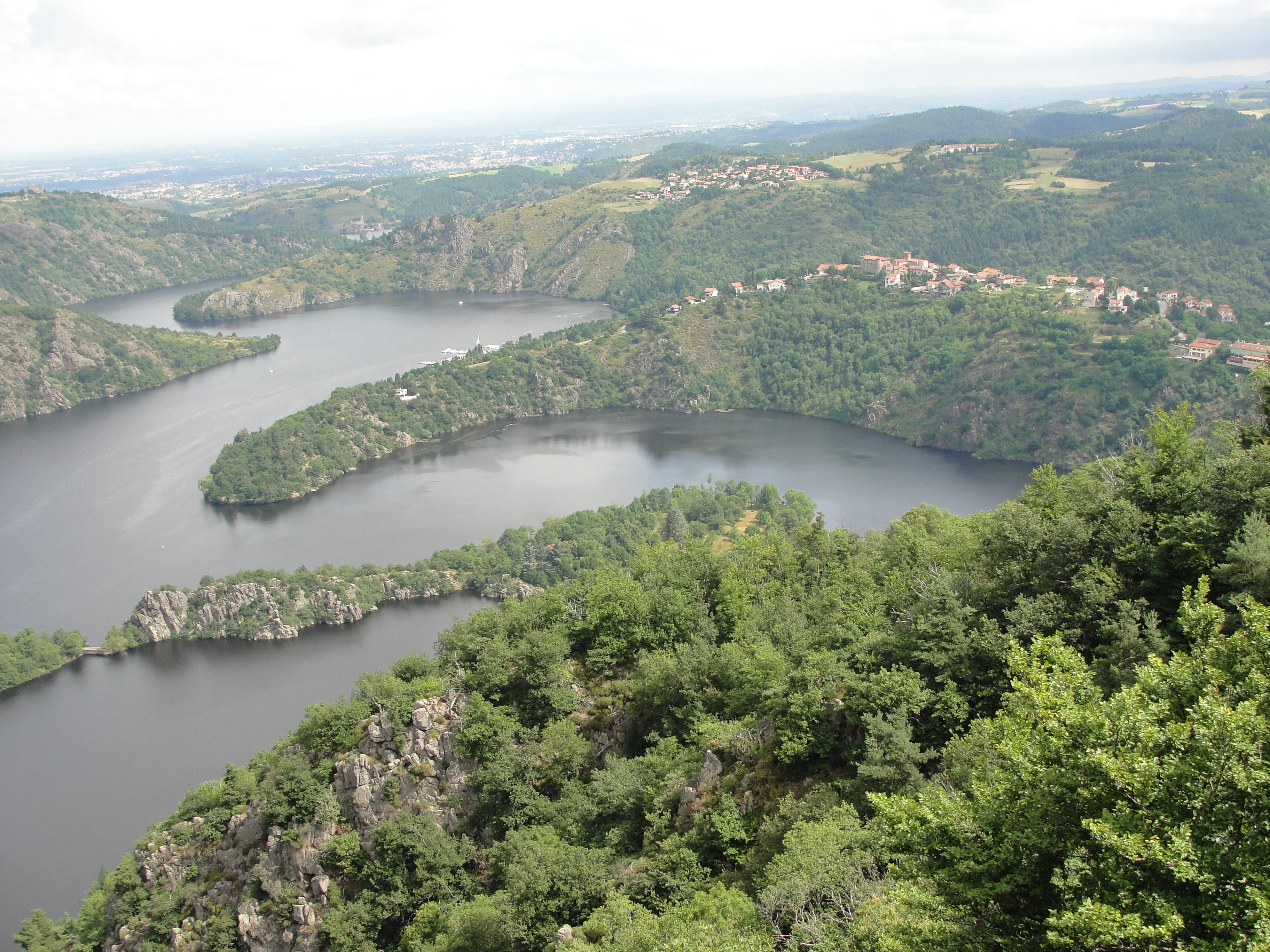

Le Plateau de la Danse est un site naturel ligérien situé sur la commune de Saint-Étienne. Ce piton rocheux dominant le fleuve est distant du centre de 16 km.
Comme la plupart des lieux insolites bordant les gorges de la Loire, l'accès routier n'est pas des plus aisés. C'est a contrario, un secteur très prisé des sportifs, qu'ils soient cyclistes, marcheurs voire cavaliers, venus affronter un relief tourmenté.
Le plateau, dans l'orientation sud-nord, offre une belle perspective sur le village de St-Victor, la base nautique à ses pieds, le hameau des Condamines derrière.
Le barrage à l'origine de ce paysage, du fait de la distance (2 km) et des méandres qui occultent une certaine visibilité horizontale, est difficilement perceptible. Saint-Just-Saint-Rambert en extrémité, marque le début de la plaine du Forez.